# حساء شرائح السمك
حساءُ Sliced fish soup شَرائِحَ السَمَكِ طَبقُ سنغافوريّ، يُعتَقَدُ أن أصلَ الطَبَقَ مِن تيوتشيو. يَتَكَونُ الطَبَقُ مِن السَمَكِ، والخُضارِ، والجِبنةِ البيضاءِ، بالإضافةِ إلى الحَبارِ والجَمبري. يُسَمى الطَبَقُ بحَساءِ المأكولاتِ البَحريةِ، ويُباعُ في مَرَاكزِ الباعة المُتَجوليين، وعَادة مَاتَبلغُ تَكلُفَتهُ بين 3.5- 5 دولار.